# Ілайз Речічі
Ілайз Речічі  (англ. Elise Rechichi, 11 січня 1986) — австралійська яхтсменка, олімпійська чемпіонка.

## Виступи на Олімпіадах
| Олімпіада  | Дисципліна | Місце |
| ---------- | ---------- | ----- |
| Пекін 2008 | Клас 470   | 1     |